# 地下社會
地下社會，創立於1996年8月，為臺北市歷史悠久的live house之一，負責人陳淑楨、何東洪為發言人暨創辦股東。

## 簡介
地下社會，被廣泛簡稱為地社，位於臺北市大安區師大路，創立於1996年8月，為臺北市歷史悠久的live house之一，向臺北市商業處登記名稱為「冷熱飲食及果汁咖啡菸酒」，負責人陳淑楨、何東洪為發言人暨創辦股東。樂團如1976、四分衛樂團、糯米糰、瓢蟲、旺福、白目、宇宙人、表兒、八三夭等均曾在此表演，容納人數約80－100人。

## live house合法化運動
2011 年台中傑克丹尼夜店火災事件（因該夜店別名「ALA」，該事件又稱「阿拉大火」），臺灣縣市政府對於舞廳、夜店、藝文展演空間的防火規格，進行嚴格的稽查。同時期，臺北市女巫店、地下社會、The Wall 相繼遭遇都發局稽查，因法律上定位模糊，live house頻接罰單，地社曾透過立委協商修改《文化創意發展法》，讓live house得以適用《土地分區使用管制規則》、《都市計畫法》，仍因營業登記爭議、建築登記爭議及消防法規限制，地下社會於2012年7月15日熄燈，結束其15年的營業。
此舉引起知名樂團五月天成員瑪莎、五月天成員怪獸、1976、拷秋勤、小應 等大批音樂人的聲援。瑪莎於會後受訪表示：「只要有一條路可以生存、可以走，不要讓想經營的人無所適從」。

## 重新營業
地下社會創辦人之一何東洪於2012年8月11日晚上於地下社會臉書群組討論區與官方部落格發表0815復業聲明，文中說明復業動機，以及過程經過還有未來的計畫與相關live house正名行動的細節。
在眾多音樂及文化人相挺下，2012年8月15日地下社會招牌重新掛在門口，恢復營業。復業當日，文化局隨即協助會勘健檢，後續受到臺北市政府不同單位的稽查，10月4日及11日分別收到「違反公共安全」、「違反建築使用類別」兩張罰單各六萬元。

## 再度結束營業
2013年6月15日，地下社會再度結束營業。
官網部落格寫道：「地下社會的租約就要到期了，二零壹三年六月十五號就是我們的最後一夜。 很遺憾，政府對於 Live House 法規沒有任何作為，師大三里自救會仍然多方施壓，視我們為社會亂源。 就讓我們珍惜所有一同創造的回憶，謝謝大家！」

## 相關音樂作品
由知名電子音樂創作者 fish.the 在 臉書上發起的計劃 ，迅速得到眾多獨立樂團和藝人的響應，在不到一個半月內集結了 40 首歌，完成《來做一張地社合輯吧！》這個免費的線上音樂合輯。

## 外部連結
- 地下社會官網（页面存档备份，存于）